# Soleriviadukt

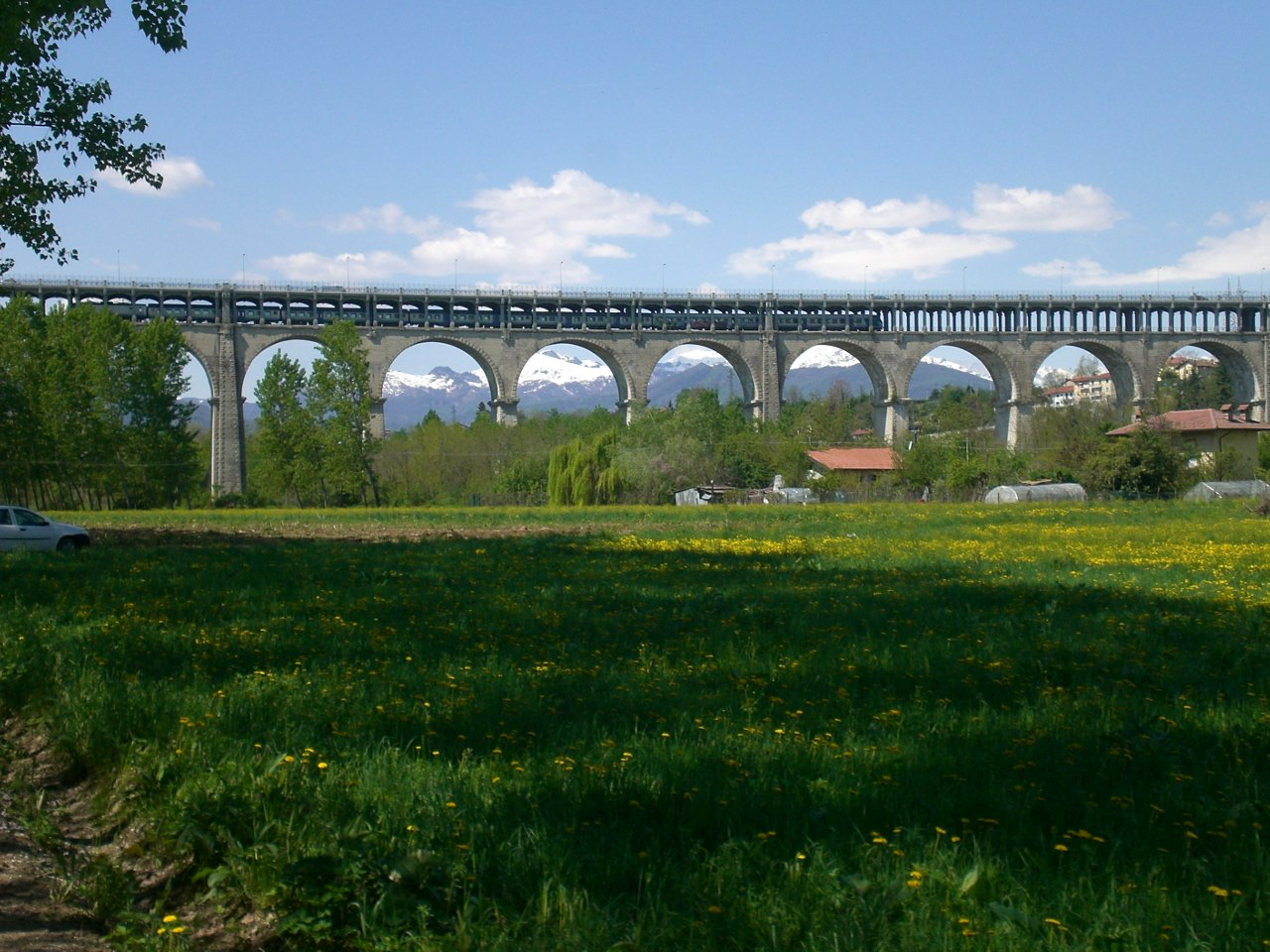
Der Soleriviadukt bei Cuneo

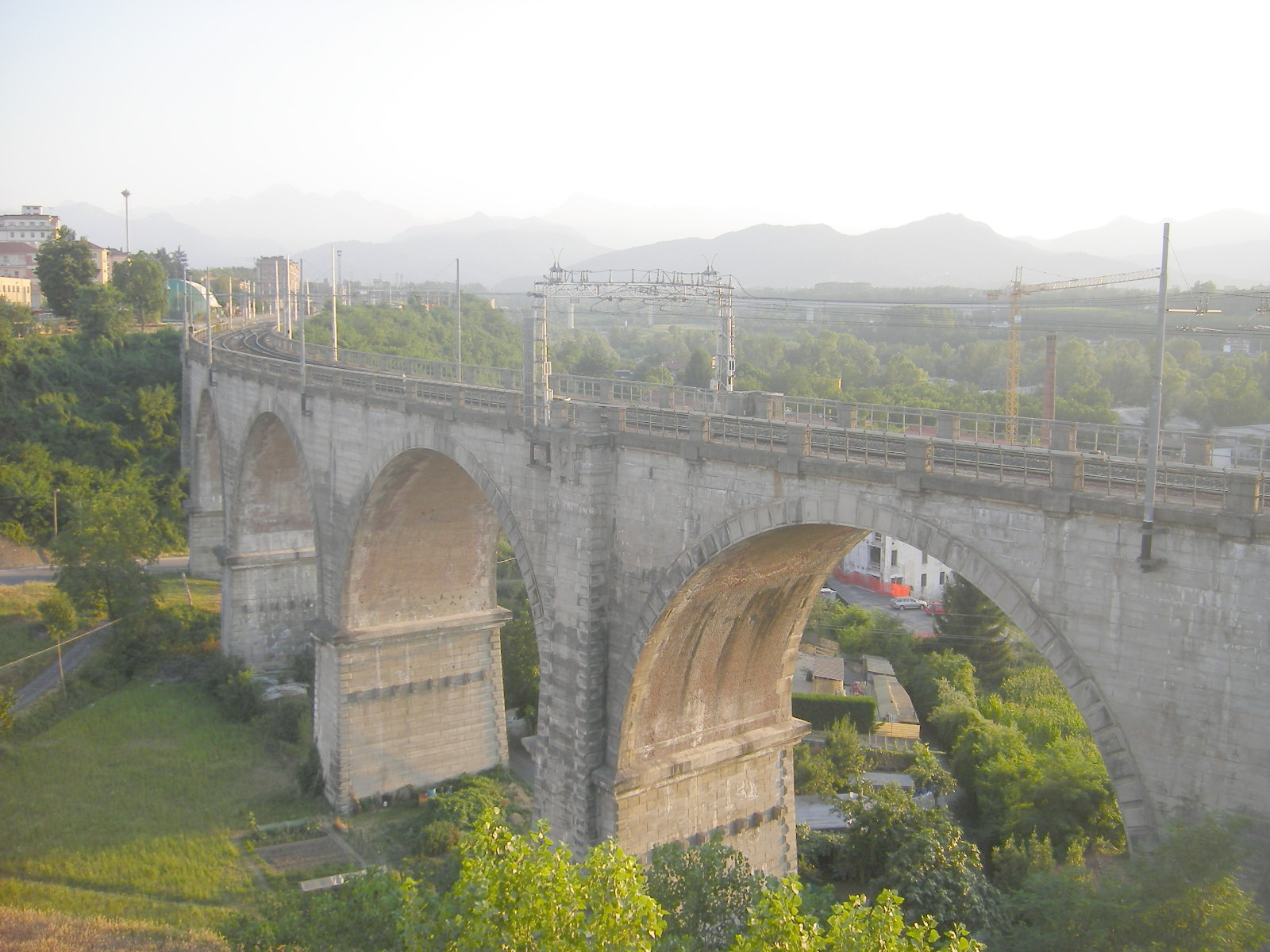
Bogenviadukt der Eisenbahn, von der Straßenbrücke aus fotografiert

Der Soleriviadukt ist eine Doppelstockbrücke in der italienischen Stadt Cuneo. Der aufwändige Flussübergang wurde im frühen 20. Jahrhundert geplant und von 1913 bis 1937 gebaut.
Der etwa 800 Meter lange und 50 Meter hohe Viadukt führt über das breite Tal der Stura di Demonte, die nordwestlich am Bergsporn, auf dem die Altstadt von Cuneo liegt, vorbeifließt und einen Kilometer unterhalb der Brücke den rechten Nebenfluss Gesso aufnimmt. Über den doppelstöckigen Viadukt führen die von Turin kommende Eisenbahnlinie zum 1937 eingeweihten neuen Bahnhof Cuneo, der im Hinblick auf den geplanten Bau der Tendabahn nach Nizza den alten Bahnhof Cuneo Gesso ablöste, und darüber die Provinzstraße, die einen Abschnitt der Europastraße 74 bildet und über den Tendapass nach Ventimiglia weiterführt.
Der Viadukt hatte zuerst den Namen «Grande viadotto sulla Stura» und wurde nach den Reparaturarbeiten nach dem Zweiten Weltkrieg zur Erinnerung an den Politiker Marcello Soleri (1882–1945) auf den Namen Soleriviadukt umbenannt.
Das Bauwerk besteht aus 34 gemauerten Bögen über hohen Steinpfeilern. Die Stützen und die Fahrbahn der Straßenbrücke über der Bahntrasse sind in Stahlbeton ausgeführt. Auf der Seite zur Stadt hin teilt sich der Viadukt in zwei Richtungen: die Straßenbrücke führt in gerader Linie zum Hochplateau, während die Bahnlinie auf einem bogenförmigen Viadukt mit dem Radius von 300 Metern zum Bahnhof abzweigt. Daher ist die Eisenbahnbrücke mit 858 m länger als die Straßenbrücke mit 768 m.